# Bulgaria en la Copa Mundial de Fútbol de 1966
Bulgaria fue una de las 16 selecciones participantes en la Copa Mundial de Fútbol de Inglaterra 1966, la cual es su segunda participación consecutiva en un mundial.

## Clasificación

### Grupo 1
| Pos. | País     | J | G | E | P | GF | GC | GD  | Pts |
| ---- | -------- | - | - | - | - | -- | -- | --- | --- |
| 1=   | Bélgica  | 4 | 3 | 0 | 1 | 11 | 3  | +8  | 6   |
| 1=   | Bulgaria | 4 | 3 | 0 | 1 | 9  | 6  | +3  | 6   |
| 3    | Israel   | 4 | 0 | 0 | 4 | 1  | 12 | −11 | 0   |

| 13-6-1965 | Bulgaria                                   | 4–0     | Israel | Slavia Stadium, Sofia, Bulgaria                  |                                                  |
|           | Kotkov 16' 39' · Asparuhov 67' · Kitov 69' | Reporte |        | Asistencia: 18,770 espectadores Árbitro(s): Talu | Asistencia: 18,770 espectadores Árbitro(s): Talu |

| 26-9-1965 | Bulgaria                       | 3–0     | Bélgica | Slavia Stadium, Sofia, Bulgaria                     |                                                     |
|           | Kotkov 30' 60' · Asparuhov 34' | Reporte |         | Asistencia: 25,380 espectadores Árbitro(s): Zečevič | Asistencia: 25,380 espectadores Árbitro(s): Zečevič |

| 27-10-1965 | Bélgica                                         | 5–0     | Bulgaria | Constant Vanden Stock Stadium, Brussels, Bélgica |                                                  |
|            | Van Himst 18' 55' · Thio 75' 80' · Stockman 89' | Reporte |          | Asistencia: 13,780 espectadores Árbitro(s): Bois | Asistencia: 13,780 espectadores Árbitro(s): Bois |

| 21-11-1965 | Israel    | 1–2     | Bulgaria                  | Ramat Gan Stadium, Ramat Gan, Israel                         |                                                              |
|            | Talbi 48' | Reporte | Kolev 31' · Asparuhov 81' | Asistencia: 28,213 espectadores Árbitro(s): Eduard Babauczek | Asistencia: 28,213 espectadores Árbitro(s): Eduard Babauczek |

### Partido de desempate
| 29-12-1965                                                                           | Bulgaria          | 2–1     | Bélgica           | Stadio Comunale, Florencia, Italia |                                 |
|                                                                                      | Asparuhov 18' 19' | Reporte | Vutsov 75' (a.g.) | Asistencia: 11,659 espectadores    | Asistencia: 11,659 espectadores |
| Partido de desempate en sede neutral luego de que ambos equipos empataran en puntos. |                   |         |                   |                                    |                                 |

## Jugadores
Estos fueron los 22 jugadores convocados para el torneo:

## Resultados

### Grupo 3
| País     | J | G | E | P | GF | GC | PTS |
| -------- | - | - | - | - | -- | -- | --- |
| Portugal | 3 | 3 | 0 | 0 | 9  | 2  | 6   |
| Hungría  | 3 | 2 | 0 | 1 | 7  | 5  | 4   |
| Brasil   | 3 | 1 | 0 | 2 | 4  | 6  | 2   |
| Bulgaria | 3 | 0 | 0 | 3 | 1  | 8  | 0   |

#### Contra Brasil
| 12 de julio de 1966 | Brasil                   | 2–0     | Bulgaria | Goodison Park, Liverpool                                     |                                                              |
|                     | Pelé 15' · Garrincha 63' | Reporte |          | Asistencia: 47,308 espectadores Árbitro(s): Kurt Tschenscher | Asistencia: 47,308 espectadores Árbitro(s): Kurt Tschenscher |

| 1  | PO | Gilmar         |
| 2  | DF | Djalma Santos  |
| 4  | DF | Bellini        |
| 6  | DF | Altair         |
| 8  | DF | Paulo Henrique |
| 13 | MC | Denilson       |
| 14 | MC | Lima           |
| 10 | DE | Pelé           |
| 16 | DE | Garrincha      |
| 17 | DE | Jairzinho      |
| 18 | DE | Alcindo        |
| DT | DT | Vicente Feola  |

| 1  | PO | Georgi Naydenov       |
| 2  | DF | Aleksandar Shalamanov |
| 3  | DF | Ivan Vutsov           |
| 4  | DF | Boris Gaganelov       |
| 5  | DF | Dimitar Penev         |
| 7  | MC | Dinko Dermendzhiev    |
| 8  | MC | Stoyan Kitov          |
| 6  | DE | Dobromir Zhechev      |
| 9  | DE | Georgi Asparuhov      |
| 11 | DE | Ivan Kolev            |
| 13 | DE | Dimitar Yakimov       |
| DT | DT | Rudolf Vytlačil       |

| Anotado | 15' | Pelé      |
| Anotado | 63' | Garrincha |

| Árbitro             | Kurt Tschenscher |
| Árbitros asistentes | George McCabe    |
| Árbitros asistentes | Jack Taylor      |

| 1  | PO | Gilmar         |
| 2  | DF | Djalma Santos  |
| 4  | DF | Bellini        |
| 6  | DF | Altair         |
| 8  | DF | Paulo Henrique |
| 13 | MC | Denilson       |
| 14 | MC | Lima           |
| 10 | DE | Pelé           |
| 16 | DE | Garrincha      |
| 17 | DE | Jairzinho      |
| 18 | DE | Alcindo        |
| DT | DT | Vicente Feola  |

| 1  | PO | Georgi Naydenov       |
| 2  | DF | Aleksandar Shalamanov |
| 3  | DF | Ivan Vutsov           |
| 4  | DF | Boris Gaganelov       |
| 5  | DF | Dimitar Penev         |
| 7  | MC | Dinko Dermendzhiev    |
| 8  | MC | Stoyan Kitov          |
| 6  | DE | Dobromir Zhechev      |
| 9  | DE | Georgi Asparuhov      |
| 11 | DE | Ivan Kolev            |
| 13 | DE | Dimitar Yakimov       |
| DT | DT | Rudolf Vytlačil       |

| Anotado | 15' | Pelé      |
| Anotado | 63' | Garrincha |

| Árbitro             | Kurt Tschenscher |
| Árbitros asistentes | George McCabe    |
| Árbitros asistentes | Jack Taylor      |

#### Contra Portugal
| 16 de julio de 1966 | Portugal                                          | 3–0     | Bulgaria | Old Trafford, Mánchester                                       |                                                                |
|                     | Vutsov 17' (a.g.) · Eusébio 38' · José Torres 81' | Reporte |          | Asistencia: 25,438 espectadores Árbitro(s): José María Codesal | Asistencia: 25,438 espectadores Árbitro(s): José María Codesal |

| 3  | PO | José Pereira   |
| 4  | DF | Vicente        |
| 5  | DF | Germano        |
| 9  | DF | Hilário        |
| 22 | DF | Alberto Festa  |
| 10 | MC | Mário Coluna   |
| 16 | MC | Jaime Graça    |
| 11 | DE | António Simões |
| 12 | DE | José Augusto   |
| 13 | DE | Eusébio        |
| 18 | DE | José Torres    |
| DT | DT | Otto Glória    |

| 1  | PO | Georgi Naydenov       |
| 2  | DF | Aleksandar Shalamanov |
| 3  | DF | Ivan Vutsov           |
| 4  | DF | Boris Gaganelov       |
| 5  | DF | Dimitar Penev         |
| 7  | MC | Dinko Dermendzhiev    |
| 6  | DE | Dobromir Zhechev      |
| 9  | DE | Georgi Asparuhov      |
| 10 | DE | Petar Zhekov          |
| 13 | DE | Dimitar Yakimov       |
| 16 | DE | Aleksandar Kostov     |
| DT | DT | Rudolf Vytlačil       |

| Anotado · Autogol | 7'  | Ivan Vutsov |
| Anotado           | 38' | Eusébio     |
| Anotado           | 81' | José Torres |

| Árbitro             | José María Codesal |
| Árbitros asistentes | Roberto Goicoechea |
| Árbitros asistentes | Kurt Tschenscher   |

| 3  | PO | José Pereira   |
| 4  | DF | Vicente        |
| 5  | DF | Germano        |
| 9  | DF | Hilário        |
| 22 | DF | Alberto Festa  |
| 10 | MC | Mário Coluna   |
| 16 | MC | Jaime Graça    |
| 11 | DE | António Simões |
| 12 | DE | José Augusto   |
| 13 | DE | Eusébio        |
| 18 | DE | José Torres    |
| DT | DT | Otto Glória    |

| 1  | PO | Georgi Naydenov       |
| 2  | DF | Aleksandar Shalamanov |
| 3  | DF | Ivan Vutsov           |
| 4  | DF | Boris Gaganelov       |
| 5  | DF | Dimitar Penev         |
| 7  | MC | Dinko Dermendzhiev    |
| 6  | DE | Dobromir Zhechev      |
| 9  | DE | Georgi Asparuhov      |
| 10 | DE | Petar Zhekov          |
| 13 | DE | Dimitar Yakimov       |
| 16 | DE | Aleksandar Kostov     |
| DT | DT | Rudolf Vytlačil       |

| Anotado · Autogol | 7'  | Ivan Vutsov |
| Anotado           | 38' | Eusébio     |
| Anotado           | 81' | José Torres |

| Árbitro             | José María Codesal |
| Árbitros asistentes | Roberto Goicoechea |
| Árbitros asistentes | Kurt Tschenscher   |

#### Contra Hungría
| 20 de julio de 1966 | Hungría                                     | 3–1     | Bulgaria      | Old Trafford, Mánchester                                       |                                                                |
|                     | Davidov 43' (a.g.) · Mészöly 45' · Bene 54' | Reporte | Asparuhov 15' | Asistencia: 24,129 espectadores Árbitro(s): Roberto Goicoechea | Asistencia: 24,129 espectadores Árbitro(s): Roberto Goicoechea |

| 21 | PO | József Gelei    |
| 2  | DF | Benő Káposzta   |
| 3  | DF | Sándor Mátrai   |
| 5  | DF | Kálmán Mészöly  |
| 17 | DF | Gusztáv Szepesi |
| 6  | MC | Ferenc Sipos    |
| 13 | MC | Imre Mathesz    |
| 7  | DE | Ferenc Bene     |
| 9  | DE | Flórián Albert  |
| 10 | DE | János Farkas    |
| 11 | DE | Gyula Rákosi    |
| DT | DT | Lajos Baróti    |

| 21 | PO | Simeon Simeonov  |
| 3  | DF | Ivan Vutsov      |
| 4  | DF | Boris Gaganelov  |
| 5  | DF | Dimitar Penev    |
| 15 | DF | Dimitar Largov   |
| 20 | MC | Ivan Davidov     |
| 6  | DE | Dobromir Zhechev |
| 9  | DE | Georgi Asparuhov |
| 11 | DE | Ivan Kolev       |
| 13 | DE | Dimitar Yakimov  |
| 15 | DE | Nikola Kotkov    |
| DT | DT | Rudolf Vytlačil  |

| Anotado · Autogol | 43' | Ivan Davidov   |
| Anotado           | 45' | Kálmán Mészöly |
| Anotado           | 54' | Ferenc Bene    |

| Anotado | 15' | Georgi Asparuhov |

| Árbitro             | Roberto Goicoechea |
| Árbitros asistentes | Juan Gardeazábal   |
| Árbitros asistentes | José María Codesal |

| 21 | PO | József Gelei    |
| 2  | DF | Benő Káposzta   |
| 3  | DF | Sándor Mátrai   |
| 5  | DF | Kálmán Mészöly  |
| 17 | DF | Gusztáv Szepesi |
| 6  | MC | Ferenc Sipos    |
| 13 | MC | Imre Mathesz    |
| 7  | DE | Ferenc Bene     |
| 9  | DE | Flórián Albert  |
| 10 | DE | János Farkas    |
| 11 | DE | Gyula Rákosi    |
| DT | DT | Lajos Baróti    |

| 21 | PO | Simeon Simeonov  |
| 3  | DF | Ivan Vutsov      |
| 4  | DF | Boris Gaganelov  |
| 5  | DF | Dimitar Penev    |
| 15 | DF | Dimitar Largov   |
| 20 | MC | Ivan Davidov     |
| 6  | DE | Dobromir Zhechev |
| 9  | DE | Georgi Asparuhov |
| 11 | DE | Ivan Kolev       |
| 13 | DE | Dimitar Yakimov  |
| 15 | DE | Nikola Kotkov    |
| DT | DT | Rudolf Vytlačil  |

| Anotado · Autogol | 43' | Ivan Davidov   |
| Anotado           | 45' | Kálmán Mészöly |
| Anotado           | 54' | Ferenc Bene    |

| Anotado | 15' | Georgi Asparuhov |

| Árbitro             | Roberto Goicoechea |
| Árbitros asistentes | Juan Gardeazábal   |
| Árbitros asistentes | José María Codesal |